# ملكآباد سماق (مقاطعة دورة)
ملكآباد سماق (بالفارسية: ملک‌آباد سماق) هي قرية تقع في قسم تشكن الريفي (مقاطعة دورة) في إيران. يقدر عدد سكانها بـ 703 نسمة بحسب إحصاء 2016.